# Chants et contes de Noël
Albums de Céline Dion
Du soleil au cœur
(1983) Mélanie
(1984)
Singles
1. Un enfant
Sortie : 1983

Chants et contes de Noël est le cinquième album de Céline Dion, sorti le 5 décembre 1983.

## Historique
Céline Dion réédite son expérience de chants de Noël, incluant cette fois des contes inédits à côté des chansons. Distribué exclusivement au Québec, l'album a plus de succès que Céline Dion chante Noël. Reprenant trois chansons de ces derniers, l'album propose aussi À quatre pas d'ici, une adaptation par Eddy Marnay de The Land Of Make Believe du groupe britannique Bucks Fizz  (qui écrira pour la chanteuse Think Twice  et Call the Man dix ans plus tard). La chanson de Jacques Brel, Un enfant, sort en single.

## Liste des titres
| No | Titre                                         | Auteur                                          | Durée |
| -- | --------------------------------------------- | ----------------------------------------------- | ----- |
| 1. | Un enfant                                     | Jacques Brel, Gérard Jouannest                  | 2:56  |
| 2. | Promenade en traîneau                         | Leroy Anderson, Mitchell Parish, Jacques Plante | 2:50  |
| 3. | Pourquoi je crois encore au père Noël (conte) | Yvan Ducharme, Alain Noreau                     | 5:35  |
| 4. | Joyeux Noël                                   | Mel Torme, Robert Wells                         | 2:35  |
| 5. | Céline et Pinotte (conte)                     | Ducharme, Noreau                                | 6:10  |
| 6. | À quatre pas d'ici                            | Eddy Marnay, Andrew Hill, Peter Sinfield        | 3:54  |
| 7. | Le Conte de Karine                            | Ducharme, Noreau                                | 10:14 |
| 8. | Glory Alleluia                                | André Pascal                                    | 3:33  |

## Classements
| Classement            | Position | Certifié | Ventes |
| --------------------- | -------- | -------- | ------ |
| Canadian Albums Chart | —        | Or       | 75 000 |

## Distribution
| Pays   | Date            | Label   | Format   | Catalogue  |
| ------ | --------------- | ------- | -------- | ---------- |
| Canada | 5 décembre 1983 | Saisons | Disque   | SNS 90002  |
| Canada | 5 décembre 1983 | Saisons | Cassette | SNS 490002 |